# 咒怨系列
《咒怨》（日語：呪怨）是日本的恐怖電影系列作品，當中包括錄影帶版、戲院版、續集、相關作。另外，亦有荷里活重拍版。
2009年為日本版《咒怨》系列的10周年，「咒怨Project2009」啟動，於該年內推出兩套電影及一套任天堂Wii的遊戲。

## 錄影帶版電影
直接推出錄影帶及DVD的系列作品，錄影帶首映，未於戲院上映：

## 戲院版電影
以錄影帶版故事作基礎而拍成的多集戲院版系列作品：
- 《咒怨》（呪怨），2003年1月25日
- 《咒怨2》（呪怨2，台新譯：《咒怨2》，港譯：《咒怨輪迴》），2003年8月23日
- 《咒怨：終結的開始》（呪怨-終わりの始まり），2014年6月28日
- 《咒怨：最終章》（呪怨 -ザ・ファイナル-），2015年6月20日

包含於「咒怨Project2009」內的兩集同期上映的戲院版系列作品，預告片提到為錄影帶版的「更恐怖之復活」：
- 《咒怨：白色鬼婦》（呪怨 白い老女，台譯：《咒怨：白色鬼婦》，港譯：《白色咒怨》），2009年6月27日
- 《咒怨：黑色少女》（呪怨 黒い少女，台譯：《咒怨：黑色少女》，港譯：《黑色咒怨》），2009年6月27日

臺灣片商將以上兩部合成單一DVD發行，名為《終極咒怨》（新譯：《咒怨：白鬼与黑鬼》）。

## 網路影集電視版
由三宅唱擔當總導演，高橋洋和一瀬隆重執筆編劇，於2020年7月3日在線上串流媒體平台Netflix以《咒怨之始》為名首播。

## 相關作品
《咒怨》系列中的怨靈佐伯伽椰子及佐伯俊雄出場作品，在日本的電視播放：
- 《學校之怪談G》（学校の怪談G，1998年，相關的為其中的兩個單元作品：
  - 《角落》（片隅）
  - 《4444444444》 （4444444444）

## 遊戲
「咒怨Project2009」作品之一：
- 「恐怖體驗 咒怨」（恐怖体感 呪怨），任天堂Wii，2009年7月30日推出。

## 荷里活重拍版
荷里活重拍的2003年日本版《咒怨》及之後開拍的原創續集組成的電影系列作品。
- 《不死咒怨》（The Grudge，台港譯：《不死咒怨》，星譯：《咒怨》），2004年，2003年日本電影《咒怨》（戲院版）的荷里活重拍版電影。
- 《鬼謎藏》（The Grudge 2，台譯：《鬼謎藏》，星港譯：《咒怨2》） ，2006年，上作的續集，為原創電影作品，並非重拍日本版的續集。
- 《不死咒怨3》（The Grudge 3），2009年，上作的第三集，為原創電影作品，是《鬼謎藏》故事的後續，與前兩集不同，改為錄影帶首映而不在戲院上映。
- ，2020年，直接接續第一部美版《不死咒怨》電影的時間線。只要踏進那間屋子，就會被怨靈纏身…

## 影響
2011年的日本動畫《魔法少女小圓》中，班主任早乙女和子在教室裡言及因其挑剔煎蛋熟度，而與交往三個月的對象分手。被認為致敬《咒怨2》錄影帶版劇中「被怨靈附身妻子打死挑剔煎蛋的丈夫」的橋段。

## 資料來源
1. ↑  咒怨電影解說 （页面存档备份，存于）（日語）
2. ↑  咒怨系列相關圖 （页面存档备份，存于）（日語）
3. ↑  . Movie Collection. 2009-04-15  [2009-05-17]. （原始内容存档于2018-10-01） （日语）.

## 外部連結
- 互联网电影数据库（IMDb）上《Ju-on（咒怨（錄影帶版））》的资料（英文）
- 互联网电影数据库（IMDb）上《Ju-on 2（咒怨2（錄影帶版））》的资料（英文）
- 互联网电影数据库（IMDb）上《Ju-on: The Grudge（咒怨）》的资料（英文）
- 互联网电影数据库（IMDb）上《Ju-on: The Grudge 2（咒怨2）》的资料（英文）
- 互联网电影数据库（IMDb）上《The Grudge（不死咒怨）》的资料（英文）
- 互联网电影数据库（IMDb）上《The Grudge 2（咒怨2）》的资料（英文）
- 互联网电影数据库（IMDb）上《The Grudge 3（咒怨3）》的资料（英文）
- 互联网电影数据库（IMDb）上《Ju-on: Shiroi rōjo（咒怨：白色鬼婦）》的资料（英文）
- 互联网电影数据库（IMDb）上《Ju-on: Kuroi shōjo（咒怨：黑色少女）》的资料（英文）
- 互联网电影数据库（IMDb）上《Ju-on: Owari no hajimari（咒怨：終結的開始）》的资料（英文）
- 互联网电影数据库（IMDb）上《Ju-on: Za fainaru（咒怨：最終章）》的资料（英文）